# Kokandia salsolicola
Kokandia salsolicola är en stekelart som beskrevs av Efremova och Kriskovich 1995. Kokandia salsolicola ingår i släktet Kokandia och familjen finglanssteklar.
Artens utbredningsområde är Uzbekistan. Inga underarter finns listade i Catalogue of Life.